# Antoine Sylvère
Œuvres principales
- Toinou. Le cri d'un enfant auvergnat (1980)
- Le Légionnaire Flutsch (1982)

Antoine Sylvère, né à Ambert le 4 mai 1888 et mort dans le 12e arrondissement de Paris le 27 octobre 1963, est un auteur français.

## Biographie

### Enfance et adolescence
Antoine Sylvère, dit « Toinou », est issu d'une famille très pauvre de métayers d'Ambert, dans le Livradois. Il est le petit-fils d'Antoine Sylvère, enfant abandonné à la naissance auquel les religieuses donnèrent le nom du saint du jour. Dans Toinou. Le cri d'un enfant auvergnat, il raconte son enfance misérable et précise que « La misère du pays d'Ambert n'avait rien à envier à celle des pays les plus déshérités. »
Maltraité chez les Frères des écoles chrétiennes et par ses parents, il fait l'école buissonnière jusqu'à se retrouver en marge de la société : « On m'avait donné le surnom de Gronle, usant à mon égard d'un terme désignant chez nous quelque débris inacceptable pour le chiffonnier. » Cependant, grâce à son goût passionné pour le savoir, il est reçu premier de sa classe au certificat d'études primaires et poursuit ses études jusqu'à 13 ans, âge limite de la scolarité obligatoire.
En 1905, il fuit la France après avoir détourné 1 245,90 francs dans le bureau de poste d'Ambert où il travaille. D'après deux fac-similés d'articles de presse reproduits à la fin du Légionnaire Flutsch (Plon, 1982) les faits litigieux ont eu lieu en octobre, et il a disparu le 29 octobre 1905. Contrairement à ce qu'il écrit dans Toinou et dans Flutsch en datant sa fuite du 26 avril, il a donc 17 ans et non pas 16 ans au moment des faits. Après un périple qui le fait passer par Marseille, la Corse et la Tunisie, il s'engage pour deux ans dans la Légion étrangère, en Algérie. À cette époque, La Légion n'est pas engagée dans un conflit militaire, mais les bagarres entre recrues font souvent des victimes. Il écrit pourtant dans Le Légionnaire Flutsch : « On parle beaucoup de respecter la dignité humaine. Eh bien je regrette d'avoir à dire que c'est à la Légion étrangère que j'ai rencontré le plus grand respect pour la dignité humaine » (p. 117).
En 1906, il est condamné par contumace à 20 ans de travaux forcés, 20 ans d'interdiction de séjour et 3 000 francs d'amende pour le détournement de fonds. À son retour en 1907, il passe en jugement. Son avocat plaide le manque de discernement, puisqu'il était mineur au moment des faits. Ses excellents états de service dans la Légion plaident également en sa faveur et il est acquitté.

### Mariage et Première Guerre mondiale
Pendant son service militaire, il devient l'ami de Gabriel Rigaud, dont la mère Fanny exploite une usine de chaux et ciment à Clermont-Ferrand. Le 10 avril 1912 il épouse Suzanne, la sœur de Gabriel. Le couple aura trois enfants : Ginette (1913), Jean-Damien (1914), et Jany (1921).
En 1913, il commence des études à l'École spéciale des travaux publics à Paris (ESTP). Il y acquiert les compétences d'un ingénieur électricien, sans toutefois aller jusqu'au diplôme : « Toinou n'avait pas son diplôme mais estimait en savoir suffisamment. Le directeur de l'école, lui avait d'ailleurs donné un certificat faisant attestation de ses connaissances d'ingénieur. »
En 1914, il est mobilisé. Il est tout d'abord agent de liaison motocycliste près la ligne de front, sur la frontière belge, puis il bénéficie d'un poste moins exposé de régulateur du trafic des convois militaires à l'arrière. Il finit la guerre comme lieutenant. Gabriel Rigaud meurt le 11 novembre 1918 à Salonique, en Grèce, où il était mobilisé.
Toinou déménage avec toute la famille, belle-mère comprise, dans le Nord de la France, pour mettre ses compétences au service de la reconstruction. À partir de 1920, il dirige l'usine de chicorée La cantinière, à Sainte-Olle, près de Cambrai. À partir de 1924, il dirige la distillerie d'alcool de la Lys à La Gorgue, près de Lille. Il tente de monter une coopérative avec ses fournisseurs betteraviers, mais se heurte aux intérêts des grandes familles de la région. La distillerie est rachetée par les opposants au projet. Il démissionne.
Ayant également renoncé à ses responsabilités à l'usine de chicorée, il se met à spéculer en Bourse sur le cours des matières premières. La crise de 1929 le ruine. Sermonnés par sa belle-mère Fanny, les actionnaires de La cantinière acceptent de lui payer une rente annuelle de 40 000 francs pendant 10 ans.

### Adhésion au Parti communiste français
En 1930, la famille Sylvère déménage à Paris. Après ses expériences professionnelles malheureuses, Toinou est séduit par les idées communistes et adhère au Parti communiste français. Il gagne un peu d'argent en écrivant des articles pour la revue humoristique Ric et Rac ainsi que pour l'hebdomadaire de droite Gringoire. C'est également à cette époque qu'il rédige l'histoire de son enfance, le manuscrit de Toinou.
Pendant la guerre d'Espagne, il se met à la disposition du camp républicain qui combat le coup d'État du général Franco. Il est supervisé par le responsable communiste clandestin Jean Jérôme. En 1937, il est envoyé à Amsterdam avec la mission de réceptionner et réexpédier sur Marseille des machines-outils destinées à faire des obus. Par souci de ne pas gaspiller l'argent destiné aux républicains espagnols, Toinou dort à l'Armée du salut. Son allure est si négligée qu'il fait mauvaise impression au responsable de l'usine, ce qui oblige Jean Jérôme à le rappeler en France : « J'en fus donc quitte pour rappeler le "père" Sylvère à Paris, où il y avait de quoi faire. »
Un quatrième enfant, Jean-Sylvestre, lui naît d'une autre relation, en 1939. Il ne le reconnaîtra pas officiellement, mais l'aidera à réussir ses études.

### Seconde Guerre mondiale
Au début de la Seconde Guerre mondiale, toujours en liaison avec Jean Jérôme, il dirige une exploitation forestière près de Quarré-les-Tombes, dans le Morvan. L'entreprise fait du charbon de bois qui est expédié sur Paris pour les véhicules à gazogène. Elle sert aussi de cache pour les clandestins. 
Courant 1942, il est présenté à Georges Beaufils, le militant communiste qui négocie avec le colonel Rémy, agent de la France libre, le ralliement du mouvement FTP (Francs-tireurs et partisans) au général de Gaulle. Ces négociations aboutissent notamment au premier parachutage d'armes de Londres à destination des FTP, qui a lieu le 22 novembre 1942, dans une clairière près de Quarré-les-Tombes. Toinou participe au réceptionnage. « Antoine Sylvère, auquel j'avais fait dire de ne pas y participer en raison de son âge et parce que, en outre, il n'avait plus qu'un œil, tint malgré tout à être présent à un tel évènement historique. De fièvre et d'émotion, il perdit même ses lunettes sur le terrain et, malgré le danger, rien ni personne ne put l'empêcher de revenir les chercher, heureusement sans accroc. »
En avril 1943, l'enquête de la Gestapo a permis de l'identifier. Alors que les Allemands fouillent Quarré-les-Tombes à sa recherche en interrogeant les habitants, c'est lui-même qui les envoie sur une mauvaise piste : « Ils en eurent pour 2 heures ! Car, dans le bout du chemin boueux, il était impossible de tourner. Toinou ne pouvait évidemment pas s'y trouver puisque c'était lui qui leur avait donné le meilleur parcours pour y aller et pour bien s'embourber ! » Il doit fuir la région. En représailles, ses trois enfants Ginette, Jean-Damien et Jany, qui participaient par ailleurs à d'autres actions de Résistance, sont arrêtés et déportés. Ginette ne reviendra pas de Ravensbrück.
Toinou rejoint le maquis FTP Louis-Sabatié du Tarn-et-Garonne, dont il devient le commandant.

### Après-guerre et postérité
Toinou et sa femme Suzanne recueillent leur petite-fille Gabrielle, fille de Ginette, dont le père, le polytechnicien Jacques Hamelin, a été tué en 1940 lors de l'offensive allemande sur la Somme. C'est Toinou qui fait toute l'éducation de sa petite-fille à domicile. Il continue également à diriger des entreprises pour le compte du Parti communiste.
Grand fumeur, il meurt en 1963 d'un cancer du poumon.
Après avoir retrouvé le manuscrit de Toinou dans un tiroir, sa femme et sa fille Jany parviennent à le faire éditer par la collection Terre humaine de Plon en 1980. L'ouvrage rencontre un grand succès ; « ce livre est un miracle », écrit Gilles Lapouge.

## Récits autobiographiques édités
- Toinou : Le cri d'un enfant auvergnat, suivi du Pont des Feignants, récit écrit dans les années 1930, Plon (coll. « Terre humaine »), 1980  (ISBN 225900587X)
- Le Légionnaire Flutsch, Plon, 1982  (ISBN 2259009239)